# Monooksygenaza
Monooksygenaza – enzym katalizujący reakcje, w których jeden atom cząsteczki tlenu jest wprowadzony do cząsteczki substratu, dając pochodną hydroksylową, a drugi do cząsteczki wody.